# Bensafrim e Barão de São João
Bensafrim e Barão de São João (oficialmente: União das Freguesias de Bensafrim e Barão de São João) é uma freguesia portuguesa do município de Lagos, com 130,20 km² de área e 2425 habitantes (censo de 2021). A sua densidade populacional é 18,6 hab./km².

## História
Foi constituída em 2013, no âmbito de uma reforma administrativa nacional, pela agregação das antigas freguesias de Bensafrim e Barão de São João e tem a sede em Bensafrim. Esta medida integrou-se num programa nacional de reestruturação administrativa, tendo sido contestada pelas populações e pelos órgãos autárquicos locais no concelho de Lagos.
A Lei n.º 39/2021, de 24 de Junho, introduziu um novo regime jurídico que permitia a alteração, fundação ou extinção de freguesias, incluindo a reversão das medidas introduzidas em 2013, «em casos em que se comprove ter havido erro manifesto e excecional com prejuízo para as populações», tendo sido neste contexto que a autarquia de Lagos publicou um parecer onde aprovou a desagregação da freguesia de Bensafrim e Barão de São João. A proposta para a desagregação declarou que, nos oito anos desde o processo de fusão, «a realidade, natureza, identidade e a alma de cada uma das freguesias e do seu povo não se perderam, antes se reafirmaram e reforçaram com o tempo, pelas múltiplas manifestações históricas, culturais e sociais que, apesar de contíguas e agregadas, não se confundem». Além disso, com a agregação verificou-se um «impacto negativo ao nível da satisfação das necessidades coletivas, de prestação de serviços e de eficácia da gestão pública, resultante do maior distanciamento das estruturas representativas da população, sendo ainda prejudicada a coesão territorial e social de políticas públicas de proximidade». Com efeito, a união das duas freguesias ficou com uma área de 129,87 Km², dimensões que eram consideradas excessivas, passando a concentrar cerca de 61% de todo o concelho de Lagos.

## Demografia
A população registada nos censos foi:
| Distribuição da População por Grupos Etários | Distribuição da População por Grupos Etários | Distribuição da População por Grupos Etários | Distribuição da População por Grupos Etários | Distribuição da População por Grupos Etários |
| -------------------------------------------- | -------------------------------------------- | -------------------------------------------- | -------------------------------------------- | -------------------------------------------- |
| Ano                                          | 0-14 Anos                                    | 15-24 Anos                                   | 25-64 Anos                                   | > 65 Anos                                    |
| 2001                                         | 318                                          | 248                                          | 1233                                         | 538                                          |
| 2011                                         | 315                                          | 215                                          | 1310                                         | 585                                          |
| 2021                                         | 274                                          | 207                                          | 1237                                         | 727                                          |

À data da junção das freguesias, a população registada no censo anterior (2011) foi:
| Freguesia atual               | Freguesia atual  | Freguesia atual | Freguesias antigas | Freguesias antigas | Freguesias antigas |
| Freguesia                     | População (2011) | Área (km²)      | Freguesia          | População (2011)   | Área (km²)         |
| ----------------------------- | ---------------- | --------------- | ------------------ | ------------------ | ------------------ |
| Bensafrim e Barão de São João | 2425             | 130,20          | Bensafrim          | 1530               | 78,35              |
| Bensafrim e Barão de São João | 2425             | 130,20          | Barão de São João  | 895                | 51,85              |